# Mussidae
Mussidae (лат.) — ранее выделяемое семейство мадрепоровых кораллов, обитающих в Атлантическом океане. Таксон описан американским зоологом Арнольдом Эдуардом Ортманом в 1890 году по морфологическим признакам. Является полифилетическим, сходство между видами возникло в результате конвергентной эволюции. В 2012 году классификация была пересмотрена и виды Тихого океана выделены в новое семейство Lobophylliidae.

## Классификация
Подсемейство Faviinae Gregory, 1900
- Colpophyllia Milne Edwards & Haime, 1848
- Diploria Milne Edwards & Haime, 1848
- Favia Milne Edwards, 1857
- Manicina Ehrenberg, 1834
- Mussismilia Ortmann, 1890
- Pseudodiploria Fukami, Budd & Knowlton, 2012

Подсемейство Mussinae Ortmann, 1890
- Isophyllia Milne Edwards & Haime, 1851
- Mussa Oken, 1815
- Mycetophyllia Milne Edwards & Haime, 1848
- Scolymia Haime, 1852
- † Variabilifavia Barta-Calmus, 1973